# セイクリッドセブン
『セイクリッドセブン』（SACRED SEVEN）は、サンライズ制作による日本のテレビアニメ作品。MBSほかにて2011年7月から9月まで放送された。全12話。略称は「セイクリ」。放送終了後、ナイト視点で描かれる特別編集版の製作が告知され、『セイクリッドセブン 銀月の翼』が2012年1月7日より大都市圏の劇場で公開された。

## 概要
本作は、サンライズ製作によるオリジナルアニメ作品である。サンライズとバンダイビジュアルとの間で、ロボット物ではないサンライズのライン（『スクライド』など）を発掘しようと考えたことが製作決定のきっかけとなっている。
実際の作業にあたっては、少年の成長劇やボーイミーツガールといった王道の物語を中心に、「主人公とヒロインが出会うことで広がる絆の気持ちよさ」、「バラエティに富んだストーリーと戦闘アクションの気持ちよさ」、「見終わった後にスッキリとする気持ちよさ」などの「気持ちよさ」を重視することが心がけられている。
本作品では鎌倉観光フォーラムが仲介を担い、神奈川県鎌倉市や鎌倉市にある由比ガ浜中央商店街、江ノ島電鉄などが制作協力を行っている。そのため、鎌倉市の実在する名所や店舗などが主人公の生まれ故郷として第8話に登場しており、ストーリーの重要な役割を担っている。この第8話放送による反響を受け、作中に登場したシーンを辿る聖地巡礼がファンたちの間で広まり始めた。ファンたちが続々と鎌倉を訪れたことからグッズ販売やスタンプラリーなどでも賑わいを見せ、酒店では鬼瓦のストラップが品切れが相次ぐほど売れ、サイダーは約1か月間で例年の倍の本数を売り上げ、ラーメン屋では「登場キャラが座った席で食べたい」といった声まで上がったという。これを受けた由比ガ浜中央商店街側の人々は、「予想以上の反響の大きさに驚いた」と語っている。
鎌倉市以外にも『ピザハット』や、コミュニティサイト『こえ部』、秋葉原のメイド喫茶『＠ほぉ〜むcafe』、オンラインゲーム『セカイユウシャ』など多種多様なコラボレーションやタイアップ展開が行われていた。

## ストーリー
17年前に地球に飛来した特殊な力を持った7種類の石「セイクリッドセブン」。それは触れた者を特殊な能力者「セイクリッドテイカー」へと変える力を持っていた。そして、その力を発動させる者は「悪石（アシ）」と呼ばれ、対してその力をコントロールする者は「善石（ヨシ）」と呼ばれる。
セイクリッドテイカーの少年・丹童子アルマは、過去に力を暴走させて大勢に怪我を負わせて以来人を遠ざけていたが、彼の前に藍羽ルリと名乗る少女が現れ、セイクリッドセブンの力を「悪石」と戦うため貸して欲しいと申し出る。初めは断ったアルマだが、悪石に襲われた街を守るため、ルリの力によって「セイクリッドアルマ・リベレイター」へと変身しこれを打ち砕く。
莫大な資産を持つルリは、その財力で悪石と戦う組織を設立し、悪石によって殺された両親の復讐と、石へと変えられてしまった姉アオイを元に戻すため、セイクリッドテイカーの保護と研究を目的とした機関「研美研究所」の所長・研美悠士と共に悪石と戦い続けていた。
人と触れ合うことで変化した学園生活と、出現する悪石、そして研美の命を狙うセイクリッドテイカー・輝島ナイトとの戦いを重ねながら、アルマはセイクリッドセブンの力を成長させていく。
その戦いの中で、全ての元凶は研美であり、彼は極秘にセイクリッドテイカーでの人体実験を行っていること、これまでの事件はアルマの能力を高めるため仕組まれたものであり、ルリの両親の殺害も、出資を断られた彼の手によるものだったことを知る。
そして、研美の罠によって拉致されてしまったルリとアオイを奪還するため、アルマ達は研美との敵対を決意。
セイクリッドセブンの力を吸収し強大な怪物へと進化した研美に苦戦するが、ルリと想いを通わせることで真の力を解放したアルマはこれを撃破する。
しかし研美は最後のあがきとしてナイトと同行していたフェイを暴走させ、世界の破滅を目論む。眠りから目覚めたアオイの力によってリベレイターとなったナイトとアルマは協力してフェイを救出。
研美の野望は潰え、それぞれの自由と平穏な日常を取り戻すことに成功する。

## 登場人物
声優名は公式サイトより。
丹童子 アルマ（たんどうじ アルマ）
声 - 寺島拓篤、水原薫（子供時代）
セイクリッドセブンの力を持つ少年。17歳。セイクリッドテイカーの1人。「とりあえず」が口癖。3年前に高校生18人に暴力を振るわれ自身のリミッターであった石を川に投げ捨てられた際に力が暴走、自分に暴力を振るっていた18人を病院送りにしてしまう。それ以降は自身に秘められた力を忌み嫌っており、周囲の人間を自ら遠ざける行動をとっていたほど暗く後ろ向きな性格だったが、ルリと出会ったことで、自分の力と向き合い悪石と戦うことを決意する。ルリの力を借りて力を制御できる「セイクリッドアルマ・リベレイター」へ変身するが、借りずに力が暴走した場合は「セイクリッドアルマ」と化してしまう。
前述の理由からクラスメイトにも自分から壁を作っていたため、ルリの方から積極的に関わりをもとうとしなければほぼ完全に孤立したままであった。空気の読めない奴と疎まれ、退学してほしいとさえ言われていたが、気分次第でいきなり授業放棄して帰宅するなどアルマ自身の行動にも自分から周囲の嫌悪感を集めかねないものがあったため、学校側からも半ば放置されている状態であった。文化祭準備の際もペンキをかけられるなどからかわれていたが、皆が悪石絡みの事故に巻き込まれた際にはこだわらず彼らを必死に救ったことから、関係は改善された。
クラスに受け入れられた後も不器用な性格は変わらず周囲から話しかけられても上手く返事はできていないが、それも魅力として好意的に受け取られている。ルリとの恋愛関係も公認されており、クラスでの立場はいじられキャラに変化している。
最終話ではルリと真に思いを通わせることで「セイクリッドアルマ・アーク」へと変身した。
愛車はホンダ・モトコンポ。
4月7日生まれ。O型。身長195cm。元々は右利きであったが母親の矯正により現在は左利き。
セイクリッドアルマ
アルマが悪石となった姿。全身に赤い衣のような物質が巻き付き、片目が隠れた赤いミイラ男のような姿をしている。この姿になると圧倒的的な力を発揮するが、自我を制御できずに暴走してしまう。他にも赤い衣で敵を拘束することも可能。
セイクリッドアルマ・リベレイター
アルマがルリの力によって善石となった姿。セイクリッドアルマ時と違い、顔はほとんど露出しているが、首には赤い二つのマフラーを巻き、全体的にスマートなフォルムとなっている。この姿になるとアルマは自分の自我を制御し、「セイクリッドセブン」のすべての力を使用できる。
セイクリッドアルマ・アーク
アルマとルリの思いが通じ合ったことでアルマが自分の力だけで善石となった姿。リベレイター時とは違って、顔半分が装甲で覆われ、目元はバイザー状となり、全体的に赤と白をメインとした姿となる。この姿になると「セイクリッドセブン」のすべての力が強化された状態で使用できるようになり、その力で研美を圧倒した。
藍羽 ルリ（あいば ルリ）
声 - 中島愛
17歳。本作のヒロイン。頭の赤い大きなリボンがトレードマーク。藍羽財団のCEOであるお嬢様。アルマを「セイクリッドアルマ・リベレイター」に変身させる善石の力を持ったセイクリッドテイカーの1人であり、力を使う度に高価な宝石を消費する。
お嬢様育ちなだけあって、気品があり礼儀正しく穏やかな性格だが、芯は強く悲惨な境遇にも折れない心の持ち主。反面、好意を持つアルマが他の女子に関心を持つ仕草を見るとヤキモチを焼くこともある。
5年前に両親と藍羽家の従者たちが悪石に襲われ惨殺された事件があり、その時に石化した双子の姉のアオイを元に戻すこととアオイを脅かす悪石の殲滅を決意している。
また、幼少時にアルマに助けられたことがあり、それが絶大な信頼と好意を寄せるきっかけとなっている。
研美によりコアである心臓を取り出される寸前で結晶化したことで事無きを得る。その後もアルマ達も必死の救出作戦で無事アルマ達に保護される。
1月7日生まれ。A型。身長144cm。
鏡 誠（かがみ まこと）
声 - 入野自由
18歳。ルリの執事。中学2年生の時点でハーバード大学を飛び級卒業したほどの秀才。状況に応じて車両形態、中間形態、人型形態の三形態へと変形できる機動兵器「AES-02 エンゲージメントスーツ」に搭乗し、悪石と戦う。多種多様な武装が用意されているが、悪石相手には力不足な面もある。
ルリが学園を買い取った際、自身は生徒会長に就任した。セイクリッドセブンを持つアルマには嫉妬しているが、それなりに頼りにしているところがある。
9月16日生まれ。A型。身長175cm。
AES-02 エンゲージメントスーツ
藍羽財団が対悪石用に使用する機動兵器で、主に誠が搭乗する。藍羽財団が開発に全面協力しており、まだ軍隊にも配備されていない最新兵器でもある。車両形態（普通自動車並の大きさで装輪で高速移動が可能）、中間形態（上半身のみ人型形態に変形させた状態で様々な装備の運用が可能で装輪での高速移動も可能）、人型と三段変形が可能。背面から搭乗する操縦室は狭く搭乗者はセーフティーガードで吊り下げられた状態で乗っていて、室内内側にはクッション材が張られた上にエアバッグも装着され、搭乗者の安全性を確保している。外部映像は搭乗者が装着したヘッドセットで網膜に直接投影しているため、室内にモニタは無い。操縦はコントロールグリップと脳波コントロールによって行われる。各部パーツのパージや通信の操作はタッチパネルで操作可能。マニピュレーターに感圧センサーを装備しており、搭乗者は触ったものの感触を直に感じられる。膝カバーにヘッドライト、脚部外側4箇所にウィンカー、背面にウィンカーとブレーキランプを装備している。
武装は3AP-1&M40 ハンドガン（グリップ部が折り畳めて収納可能で携行性に優れる）、3AP-FDW90 マシンガン（銃本体上部に弾倉が3本装着できる）、腕部シールド（両腕に装備されてスライドで装着面の変更が可能。AES/W-01 ランチング・ニードル〈射出型杭打ち機〉装備型かAES/W-03 HFブレード〈高周波ブレード〉装備型を選択可能）、21式130mm4連装ロケット弾発射機改（肩部にマウントされ、ハンドグリップで発射角度の変更が可能）、3AP-X1 コランダムレーザーキャノン（最新装備で肩部にマウントする鉱石を使ったレーザー砲。強力だが1発しか撃てない）、殴打用ハンマーグローブ（パンチする時に拳を防護する）。
上記のほか、本編未登場であるが腕部にワイヤーガンで射出するクナイを搭載している。
- 形状や配色から、本放送時には映画『機動戦士ガンダムF91』に登場するガンタンクR-44を連想する声がインターネット上で多く上がったという。

鬼瓦（おにがわら）
声 - 大川透
800年前にセイクリッドセブンの力を受けて悪石となった、自称・鎌倉大仏殿の鬼瓦。かつてルリに助けられたことがあり、それ以来彼女に協力するようになった。オヤジギャグや下ネタが大好きな性格で、語尾に「〜オニ」と付ける特異な口調が特徴。石なので強い衝撃を受けると割れてしまい修復するまで意識を失ってしまう。
自分の感情や台詞の一部（感嘆符や単語など）を実体化できるが、悪石としての凶悪な力は持っていないため、レーダーや戦いのサポートといった役割を担っている。
輝島 ナイト（きじま ナイト）
声 - 岡本信彦
アルマと同じセイクリッドセブンの力を持つ少年。17歳。セイクリッドテイカーの1人。両親に売られ研美の研究所で実験体の1人として扱われていたが実験の途中で、研美がセイクリッドの力を悪用していることを知り劉と共に脱走した。以後、物質を変形させる能力を持つ「セイクリッドナイト」へ変身しては研美の命を狙っている。
クールかつシビアな性格で、研美を殺害することを何よりもの目的とし、目的の為なら手段を選ばないが、同じセイクリッドテイカーのアルマに対しては敵意を抱かず、たびたび接触を試みている。また、長い付き合いのフェイとは強い絆で結ばれている。反面、フェイの身を案じる為にフェイを戦いに参加させず、フェイの意志を半ば無視してしまったこともある。
幼少期より研美によって自由を奪われ、虐げられた経験から凄まじい憎悪を燃やしており、研美に関わらず、セイクリッドの力の価値を知っている普通の人間はすべて敵だと認識している。
悪石と化した状態でも、研美が作った血清により意思を保った状態でいられるが、血清が切れると意思を制御しきれなくなる。
最終話ではアオイの力により「セイクリッドナイト・リベレイター」へと変身する。
11月7日生まれ。B型。
セイクリッドナイト
ナイトが悪石となった姿。頭部に双角を持つ青い悪魔のような姿をしており、両肩にはセイクリッドアルマ・リベレイターが巻いているマフラーと酷似した青いマフラーのような翼を持ち、飛行できる。この姿になると圧倒的な戦闘能力と物質を変化させる能力が使用でき、その力で悪石を生み出すことも可能。しかし、普段は研美が作った血清で自我を保っているが、血清の効果が切れると暴走する危険性がある。
セイクリッドナイト・リベレイター
ナイトがアオイの力で善石となった。全体な形状はセイクリッドナイトと大差無いが、体色や頭髪が白くなり、頭部が露出していることや胸部にクリスタルがあるなど、細部に違いがある。この姿になると物質を変化させるだけでなく、生物にも干渉できるようになり、この力を使ってフェイに埋め込まれた悪意のコアを取り除けた。
劉 翡翠（ラウ・フェイゾォイ）
声 - 野水伊織
12歳。通称フェイ。以前は研美の研究所に保護されていたセイクリッドテイカーだが、ナイトと共に脱走した。
物静かで大人しい性格だが、ナイトのことを常に気遣っている。また、ルリに対しては一種のシンパシーを感じてもいる。
ナイトの一番の理解者で、悪石として行動する彼の身を案じている。一緒に戦おうとも考えているが、ナイトからは止められている。自身の血で血清を作っているが、大した効果はない。
3月17日生まれ。AB型。
研美 悠士（けんみ ゆうじ）
声 - 小西克幸
セイクリッドの力を研究している「研美研究所」の所長。フィンガースナップが癖。擬似的にセイクリッドセブンの能力を発動可能にする外部装甲服「アーティジェムスーツ」や、悪石の状態でも意思を維持可能にする血清などの開発を行っており、有事の際は自分専用のアーティジェムスーツ「サイクロプス」で戦うこともある。
ルリたちに以前から協力しているが実は全ての事件の黒幕であり、すべてを裏から操っていた。自身がいずれ集めるであろう石の純度を上げるために様々な事件を自作自演で起こし、セイクリッドの力をもつ子供たちを法的に存在しない人間にして人体実験を繰り返していた。
アニメ終盤では東京地検に圧力をかけ藍羽財団の巨額脱税事件を捏造し、ルリを逮捕させる。その後はルリの身柄を自身の施設に移し、自らメスを握ってルリからコアである心臓を取り出す手術を行おうとするが、ルリにメスを誘うとした瞬間にルリが結晶化したことで手を出せなくなってしまう。やむをえずルリの結晶化を解除する方法を考えているうちに、ルリを取り戻そうとするアルマ達の襲撃を受けることになる。
悪石人間「0号」として暴走した劉紅玉の攻撃に巻き込まれるものの、隙を突いてコアを奪うことに成功。ルリから奪う予定だったコアの代わりとすることで強靭な力を手に入れる。石の純度を上げて更なる力を得るためにアルマとルリのコアも執拗に狙い、すべてを食らおうとする黄金色の人外の化け物となってしまう。
力を奪い損ねたアルマから乾坤一擲の攻撃を食らったことで致命傷を負い人間の姿に戻ってしまう。最期はフェイに悪意のコアを埋め込み、世界の破滅を願いながらドロドロに溶けていった。
2月6日生まれ。AB型。
SP（セイクリッドパーサー）
声 - 高部あい
研美の身辺警護を務める、本名不明の女性。自分専用のアーティジェムスーツ「アラクネ」で戦う。常に気怠そうに音楽を聴きながら飲み食いしているが、その実力はナイトをも圧倒し、身軽な体を活かしたトリッキーな戦法をよく見せる。最終話でその名の意味が明かされたが、一体何を目的に研美に与していたかは不明。その後、『神の座』に戻ると言及している。
9月27日生まれ。B型。
伊藤 若菜（いとう わかな）
声 - 伊藤かな恵
鉱石部部長。スポーツ万能かつ明るい性格でクラスの人気者だが、石が好きという変わった趣味を持つ。噂から皆に避けられているアルマに対しても屈託なく接し、彼を石好きと見なして執拗に鉱石部へ誘うという、アルマの最初の理解者。藍羽財団のスキャンダル事件時は、最後まで味方でいてくれていて、アルマ達の事情は知らないが、なにか大きな事件に関与しているということに気づいている。
7月1日生まれ。O型。身長154cm。
山口 揚羽（やまぐち あげは）
声 - 山口理恵
若菜の友人で、ギャル系の少女。石に興味は無いが、廃部を免れるために若菜に協力して鉱石部に入部している。アルマに近づく若菜を心配しているが、文化祭を機にそういった行動はなくなった。鏡の入部後は、真面目に取り組むようになった。ただし所用で鏡が参加しない時は七海ともども著しくやる気を失う。
10月12日生まれ。O型。
赤﨑 七海（あかさき ななみ）
声 - 赤﨑千夏
若菜の友人で、眼鏡を掛けた少女。写真撮影が好きで、鉱石部では主に撮影を担当している。アルマに近づく若菜を心配しているが、文化祭を機にそういった行動はなくなった。揚羽と同じく、鏡の入部後は部活動に対する姿勢が変わった。
12月18日生まれ。A型。
メイド隊
藍羽財団のメイドたち。オペレーター、ヘリコプターの操縦、エンゲージメントスーツの整備、一般人の避難誘導、スナイパーライフルによる狙撃など、数々の仕事をこなしている。
メンバーはマナミ（声 - 田中真奈美）、アミ（声 - 七瀬亜深）、ミホ（声 - 中野美穂）、リエ（声 - 戸塚利絵）、シオリ（声 - 三上枝織）、リサ（声 - 林沙織）、サオリ（声 - 林沙織）、ユミコ（声 - 藤田由美子）、アイ（声 - 茅野愛衣）、アヤネ（声 - 佐倉綾音）。
藍羽 アオイ（あいば アオイ）
声 - 矢作紗友里
ルリの双子の姉。数えでは17歳だが5年前に石に閉じ込められたため容姿も12歳のまま眠り続けている。ルリの回想ではおとなしく頑固なルリとは対照的によく喋るおてんばな少女であった。目覚めた後は成長が止まっているためか、石部のメンバーにはルリの妹と言っている。
1月7日生まれ。A型。身長120cm。
金田（かねだ）
声 - 興津和幸
研美研究所の研究員。研美と共にいることが多く彼の忠実な部下である。セイクリッドテイカーを人間として見ておらずナイトをゴミと称したりもしている。フェイ達に直接手術などを行っていた人間たちの一人であり、暴走した後の劉紅玉にも仇敵として記憶に残るほどの存在であった。暴走して悪石人間「0号」となった劉紅玉の目の前にいたという悪運により、悪石人間「0号」によってとどめをさされる。
悪石人間「0号」（あしにんげん ゼロごう） / 劉 紅玉（ラウ・ホンユー）
声 - 野島裕史
フェイの兄。セイクリッドセブンの力を使いすぎて悪石へと変貌してしまい、研美に利用されている。暴走した後もフェイのことをかすかに覚えていたことでフェイへとどめをさすような攻撃を避けていたことがアルマたちにとって数々の僥倖となり、アルマとルリを追い詰めていた研美と金田に強襲をかける。仇敵であった金田を倒すことに成功するが、その隙を突かれて研美にコアを奪われ、消滅する。
アルマの母
声 - 小島幸子
アルマの母で故人である。ルリが初めてアルマの家を訪れた際に鏡が読み上げたアルマの生い立ちに関する情報から、夫は不明であるうえ、自身は未婚のままでアルマを出産し、10年前に事故死している。
ルリの父
声 - 千葉進歩
ルリの父で藍羽財団のCEOを務めていたが、すでに故人。生前は研美と協力関係にあったが研美の研究の実態を知り口論し、直後に悪石に襲われ、アオイを守ろうとして惨殺されている。
ルリの母
声 - かかずゆみ
ルリの母で故人。5年前に夫を目の前で惨殺され、同じく悪石からアオイを守ろうとして惨殺されている。
鏡の父
声 - 三宅健太
鏡の養父で故人。藍羽家の執事を務めていた。5年前に悪石を巻き込んで爆死した。
6号
声 - 松本忍
映画に登場。研究所で実験のためにナイトと戦わされる。

## スタッフ
- 原作 - 矢立肇
- 監督 - 大橋誉志光
- シリーズ構成 - 吉田伸
- キャラクター原案 - いのまたむつみ、形部一平
- キャラクターデザイン - 千羽由利子、中田栄治
- プロップデザイン - 宮本崇
- エンゲージメントスーツデザイン - 中田栄治
- 悪石デザイン - 岩永悦宜
- 美術監督 - 河野次郎
- 色彩設計 - 梅崎ひろこ
- 3Dディレクター - 佐々木研太郎
- 撮影監督 - 千葉洋之
- 編集 - 野尻由紀子
- 音響監督 - 明田川仁
- 音楽 - 佐橋俊彦
- 音楽プロデューサー - 佐藤正和、黒田学
- プロデューサー - 松村圭一、桑園裕子、前田俊博
- アニメーション制作 - サンライズ
- 製作 -サンライズ、バンダイビジュアル、博報堂DYメディアパートナーズ、MBS[注 3]

## 主題歌
オープニング・エンディングともにCDが2011年8月3日発売。発売元はフライングドッグ。販売元はビクターエンタテインメント。
オープニングテーマ「stone cold」（第1話 - 第11話）
作詞・作曲・編曲 - 梶浦由記 / 歌 - FictionJunction
エンディングテーマ「輝跡 -kiseki-」（第1話 - 第11話）
作詞 - 尾澤拓実 / 作曲 - manzo / 編曲 - 尾澤拓実 / 歌 - 南里侑香
エンディングテーマ「つながるまで」（第12話）
作詞・作曲・編曲 - 宮川弾 / 歌 - 中島愛
挿入歌「恋」（第8話）
作詞・作曲 - 三橋希幸 / 編曲 - 鈴木Daichi秀行 / 歌 - 中島愛

## 各話リスト
| 話数 | サブタイトル       | 脚本       | 絵コンテ             | 演出                 | 作画監督                         |
| ---- | ------------------ | ---------- | -------------------- | -------------------- | -------------------------------- |
| #01  | イシの目覚め       | 吉田伸     | 大橋誉志光           | 三宅和男             | 千羽由利子 中田栄治              |
| #02  | ルリ色の絆         | 吉田伸     | 松尾衡               | そ〜とめこういちろう | 杉光登                           |
| #03  | クレイジーナイト   | 吉田伸     | 大橋誉志光           | 鳥羽聡               | 鈴木竜也                         |
| #04  | 学園祭のオニ       | 彦久保雅博 | 林直孝 大橋誉志光    | 林直孝               | 桜井正明 安本学 板垣徳宏（メカ） |
| #05  | 心のカガミ         | 吉村清子   | 室井康雄             | 室井康雄             | 鈴木卓也                         |
| #06  | ワンモアナイト     | 吉田伸     | 寺岡巌               | 信田ユウ             | 羽田浩二 小野早香 森賢（メカ）   |
| #07  | 真実のヨシアシ     | 吉田伸     | 笹木信作             | 鳥羽聡               | 鈴木竜也 前田清明                |
| #08  | マゴコロを込めて   | 綾奈ゆにこ | そ〜とめこういちろう | そ〜とめこういちろう | 杉光登                           |
| #09  | 転石するイシ       | 吉村清子   | 室井康雄             | 室井康雄             | 鈴木卓也                         |
| #10  | アオイ記憶         | 吉村清子   | 谷口悟朗             | 三宅和男             | 小野さやか 板垣徳宏              |
| #11  | 研がれたヤイバ     | 吉村清子   | 寺岡巌               | 鳥羽聡               | 鈴木竜也 須永頼太 諸石康太       |
| #12  | セイクリッドセブン | 吉村清子   | 大橋誉志光           | 大橋誉志光           | 千羽由利子 中田栄治              |

## 放送局
| 放送地域   | 放送局             | 放送期間                      | 放送日時           | 放送系列       | 備考                       |
| ---------- | ------------------ | ----------------------------- | ------------------ | -------------- | -------------------------- |
| 近畿広域圏 | 毎日放送           | 2011年7月2日 - 9月17日        | 土曜 26:28 - 26:58 | TBS系列        | 製作局 アニメシャワー第2部 |
| 神奈川県   | tvk                | 2011年7月5日 - 9月20日        | 火曜 25:45 - 26:15 | 独立UHF局      | 本作の舞台地               |
| 愛知県     | テレビ愛知         | 2011年7月6日 - 9月21日        | 水曜 25:30 - 26:00 | テレビ東京系列 |                            |
| 東京都     | TOKYO MX           | 2011年7月8日 - 9月16日        | 金曜 22:00 - 22:30 | 独立UHF局      |                            |
| 埼玉県     | テレ玉             | 2011年7月8日 - 9月23日        | 金曜 26:05 - 26:35 | 独立UHF局      |                            |
| 福岡県     | RKB毎日放送        | 2011年7月11日 - 9月19日       | 月曜 26:25 - 26:55 | TBS系列        |                            |
| 日本全国   | バンダイチャンネル | 2011年7月16日 - 9月24日       | 毎週土曜配信       | ネット配信     |                            |
| 新潟県     | 新潟放送           | 2011年9月30日 - 12月23日      | 金曜 25:50 - 26:20 | TBS系列        |                            |
| 日本全国   | AT-X               | 2011年11月5日 - 2012年1月21日 | 土曜 8:00 - 8:30   | CS放送         | リピート放送あり           |

- バンダイチャンネルではライブ配信も行われ、出演声優陣による『セイクリッドTV』や『ぷちセイクリッドTV』が配信された。
- Ustreamによる一挙3話放送や一挙8話放送などのリピート配信なども行われ、こちらでは企画宣伝スタッフによる『お判視聴』が同時配信された。
- 同時期に放送されていた『TIGER & BUNNY』では、テレビアニメ史上初となるMBSでの最速放送に合わせたUstream連動放送が行われていた。そのため、TOKYO MXでの視聴者をはじめ放送の遅い地域の視聴者から本作の放送格差によるタイムラグに対し、多くの不満の声が上がっていた。これに対応して作品を盛り上げようと、それまでMBSから6日遅れの放送であったTOKYO MXのみ第10話の放送直前に9月2日分の放送枠を増やして1週間繰り上げる措置を取ったため、今度はMBSでの視聴者をはじめ他局の視聴者の一部から「これはMX視聴者に対する優遇措置だ」という反発の声が上がった[注 9]。これに際し、監督の大橋誉志光は自身のTwitterで釈明のコメントを出している[19]。
- 上記の経緯からTOKYO MXの9月23日分の放送枠が余ったため、視聴者投票による1話分のアンコール放送が行われることとなった。その投票の結果、第8話『マゴコロを込めて』が放送されることに決定した。
- 当初は2クール全24話予定でオーダーされていたが、第6話を製作途中に全13話予定へと、更に全12話予定へとオーダー変更が繰り返されたことで1話分切り詰めなければならなくなったため、第11話 - 第13話の内容を第11話 - 第12話へと縮めた形で放送された[20]。

## 劇場版
『セイクリッドセブン 銀月の翼』（しろがねのつばさ）。2012年1月7日、全国6館にてイベント上映。ナイト視点による特別編集版。格闘シーンを中心に再構成し、ナイトの過去など新作シーンも追加されている。
DVD / BDは2012年4月20日発売。BDのみの特典として、オーディオコメンタリーのほか、映像特典としてピクチャードラマも、特典CD『SACRED CD 復活編』収録。

### スタッフ（映画）
メインスタッフはテレビシリーズと同様。
- 脚本 - 綾奈ゆにこ
- 絵コンテ - 大橋誉志光、室井康雄
- 演出 - 鳥羽聡、室井康雄
- 作画監督 - 鈴木竜也、鈴木卓也、小野早香、須永頼太、千羽由利子、中田栄治

ピクチャードラマ
- 脚本 - 清水恵
- 絵コンテ・演出 - 大橋誉志光
- 作画監督 - 鈴木竜也、鈴木卓也

### 主題歌（映画）
- エンディングテーマ「輝跡 -kiseki-」

## 関連商品

### BD / DVD
BD豪華版/通常版、DVD通常版の全3種類が発売。各巻2話収録、映像特典としてアイキャッチ集（ロングVer）が付属、全6巻。販売元はバンダイビジュアル。
BD豪華版のみ初回限定生産仕様となっており、上記の内容とは別の映像特典を付属。また、第1巻にはキャラクターデザイナーの千羽由利子と中田栄治の描き下ろしによる全巻収納BOXも付属。
| Vol.   | 発売日         | 映像特典 | 規格品番 【豪華版】 | 規格品番 【通常版】              |
| ------ | -------------- | --- | ------------------- | -------------------------------- |
| 1      | 2011年9月22日  | セイクリッドTV第1回（出演：寺島拓篤、中島愛） ノンテロップOP（OA版）、ノンテロップED版#01 第1話オーディオコメンタリー（出演：寺島拓篤、中島愛、三宅和男、大橋誉志光） デジタルギャラリー（いのまたむつみ原案集、形部一平原案集）                                                        | BCXA-0351           | BCXA-0345（BD） BCBA-4180（DVD） |
| 2      | 2011年10月26日 | セイクリッドTV第2回（出演：入野自由、中島愛） ノンテロップOP/ED 第4話オーディオコメンタリー（出演：入野自由、中島愛、谷口廣次朗、大橋誉志光） デジタルギャラリー（いのまたむつみ原案集Ver.02、形部一平原案集Ver.02）                                                                    | BCXA-0352           | BCXA-0346（BD） BCBA-4181（DVD） |
| 3      | 2011年11月25日 | セイクリッドTV第3回（出演：寺島拓篤、中島愛、岡本信彦） アイキャッチ集（Long Ver.#05 - 06） 第6話オーディオコメンタリー（出演：岡本信彦、野水伊織、谷口廣次朗、大橋誉志光） デジタルギャラリー（いのまたむつみ原案集、形部一平原案集）                                                  | BCXA-0353           | BCXA-0347(BD) BCBA-4182(DVD)     |
| 4      | 2011年12月22日 | セイクリッドTV出張版第1回（出演：寺島拓篤、中島愛、岡本信彦） ノンテロップOP/ED（Ver.#07 - 11） アイキャッチ集（Long Ver.#07 - 08） 第8話オーディオコメンタリー（出演：寺島拓篤、綾奈ゆにこ、大橋誉志光） デジタルギャラリー（いのまたむつみ原案集Ver.02、形部一平原案集Ver.02）        | BCXA-0354           | BCXA-0348（BD） BCBA-4183（DVD） |
| 5      | 2012年1月27日  | セイクリッドTV出張版第2回（出演：寺島拓篤、中島愛、岡本信彦） アイキャッチ集（Long Ver.#09 - 10） デジタルギャラリー（版権イラスト集） ＜音声特典＞第9話オーディオコメンタリー（出演：中島愛、伊藤かな恵、室井康雄、大橋誉志光）                                                        | BCXA-0355           | BCXA-0349（BD） BCBA-4184（DVD） |
| 6      | 2012年2月24日  | セイクリッドTV出張版第3回（出演：寺島拓篤、中島愛、岡本信彦） アイキャッチ集（Long Ver.#11 - 12） ノンテロップVer.#12、・番宣集、・PV1、PV2、PV3 BD・DVD CM集 デジタルギャラリー ＜音声特典＞第12話オーディオコメンタリー（出演：寺島拓篤、野水伊織、千羽由利子、中田栄治、大橋誉志光） | BCXA-0356           | BCXA-0350(BD) BCBA-4185(DVD)     |
| 劇場版 | 2012年4月20日  | |                     | BCXA-0358(BD) BCBA-4186(DVD)     |

### CD
全ての関連CDの発売元はフライングドッグ。販売元はビクターエンタテインメント。
オリジナルメイドアルバム
キャラクターソング全8曲収録。
- 『はんどめいど☆そうるめいと』（2011年7月20日発売）

ドラマ・キャラクターアルバム
全4巻。キャラクターソング各2曲+短編ドラマ収録。
1. 『Fragment of S7 丹童子アルマ×藍羽ルリ』（2011年9月7日発売）
2. 『Fragment of S7 鏡 誠×藍羽メイド隊S7』（2011年10月5日発売）
3. 『Fragment of S7 伊藤若菜×山口揚羽&赤崎七海』（2011年11月9日発売）
4. 『Fragment of S7 輝島ナイト×劉翡翠』（2011年12月7日発売）

オリジナルサウンドトラック
劇中BGM、OP/ED主題歌TVサイズバージョン、挿入歌「恋」「つながるまで」収録。
- 『TVアニメーション「セイクリッドセブン」オリジナルサウンドトラック』（2011年10月5日発売）

### コミカライズ
セイクリッドセブン
『月刊少年シリウス』（講談社）2011年9月号から2012年10月号まで連載。作画はあずま京太郎。
1. 2011年10月 7日発売、ISBN 978-4063763126
2. 2012年 3月 9日発売、ISBN 978-4063763300
3. 2012年 8月 9日発売、ISBN 978-4063763508
4. 2012年10月 9日発売、ISBN 978-4063763645

セイクリッドセブン 〜サムズアップ!アルマ〜
『ニュータイプエース』（角川書店）Vol.1からVo.10まで連載。作画は佐々木心。
1. 2011年12月19日発売、ISBN 978-4041200582
2. 2012年 8月 9日発売、ISBN 978-4041203668

### パチスロ
- パチスロセイクリッドセブン（2017年、山佐）

## イベント
公式イベント
- 2011年9月30日 イシの輝きはまだ終わらない！「セイクリッドセブン」USTREAMメインスタッフお伴視聴ステージ。
- 2011年11月27日 BD第1巻購入者限定プレミアムイベント。

コラボレーション・タイアップイベント
- 2011年7月14日 - 8月14日 「セイクリッドセブン」藍羽メイド隊S7×あっとほぉ〜むカフェ。
- 2011年7月15日 - 10月4日 「セイクリッドセブン」セカイユウシャ。
- 2011年7月25日 - 8月28日 ピザハット「セイクリッドセブン」キャンペーン。
- 2011年8月11日 - 9月30日 「セイクリッドセブン」由比ヶ浜中央商店街スタンプラリー。
- 2011年8月28日 - 9月22日 セイクリッドセブン × こえ部「君の声は受け取った！」キャンペーン 。